# 克拉伊巴斯
克拉伊巴斯是巴西阿拉戈斯州的一个市镇。总面积275平方公里，总人口21705人，人口密度78.9人/平方公里。